# Директивный бант (фильм)
Директивный бант (азерб. Direktiv bant) — азербайджанская комедия 1932 года производства Азерфильм. До сегодняшнего дня фильм не сохранился, как и не сохранились архивные фотографии. Являлся экранизацией произведения Ильфа и Петрова.

## Сюжет
Фильм был посвящён прошлой и новой жизни, строительству, которые мешают отрицательные явления острой сатиры.[что?] Директивный бант — один из первых азербайджанских фильмов, экранизированных по произведению Ильфа и Петрова.

## Создатели фильма

### В ролях
В связи с утерей указанного фильма, утрачена и информация по актёрам и ролям.

### Административная группа
оригинальный текст : Илья Ильф, Евгений Петров
режиссёр-постановщик : Агарза Кулиев
операторы-постановщики : Аскер Исмаилов, Мирза Мустафаев